# Nepean
Nepean är en stadsdel i den kanadensiska huvudstaden Ottawa i provinsen Ontario. Den grundades som en kommun 1792 av amerikanen Jehiel Collins, bördig från delstaten Vermont. Nepean är namngiven efter den brittiska politikern sir Evan Nepean, som satt på hög position inom det brittiska inrikesministeriet mellan 1782 och 1791. Den 24 november 1978 blev den stad och 2001 blev den en del av staden Ottawa.
Den breder sig ut över 217 kvadratkilometer (km2) stor yta och hade en folkmängd på 156 298 personer vid den nationella folkräkningen 2001.